# (163693) Atira
Pour les articles homonymes, voir Atira.
(163693) Atira est un astéroïde Atira qui a été découvert par M. Blythe, F. Shelly, M. Bezpalko, R. Huber, L. Manguso, S. Adams, D. Torres, T. Brothers, S. Partridge / LINEAR le 11 février 2003.
Atira est connu pour être le premier astéroïde découvert dont l'orbite est entièrement comprise à l'intérieur de celle de la Terre. À cet égard, il est le premier membre numéroté de la famille des astéroïdes Atira, aussi nommés astéroïdes apoheles.
Atira pourrait être en résonance orbitale 27:28 avec Vénus.